# Dr. Luke

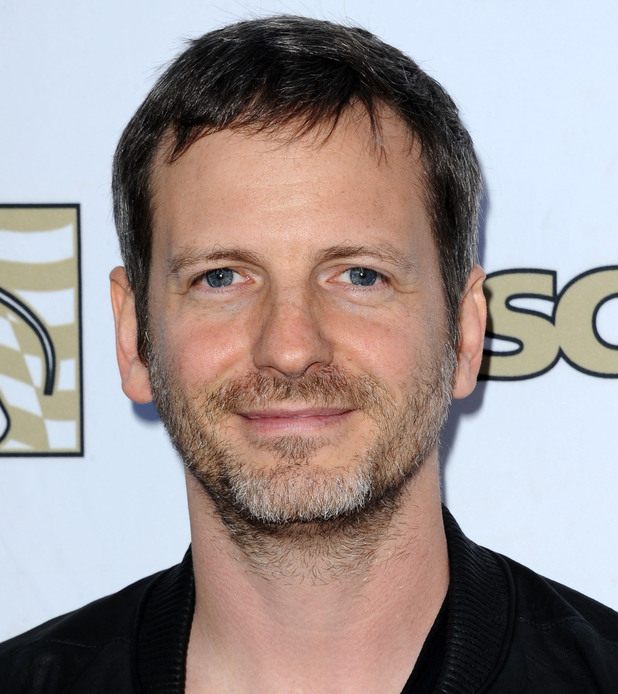
Dr. Luke (2014)

Dr. Luke (* 26. September 1973 in Westerly, Rhode Island als Łukasz Sebastian Gottwald) ist ein US-amerikanischer Musiker, Songschreiber und Produzent, der unter anderem gemeinsam mit Max Martin an Hits von Kelly Clarkson, The Veronicas, Pink und Katy Perry beteiligt war.

## Rechtsstreit mit der Sängerin Kesha
Im Januar 2014, kurz nachdem die Sängerin Kesha in eine Rehaklinik wegen schwerer Bulimie eingewiesen wurde, erhob die Mutter der Sängerin schwere Vorwürfe gegen Dr. Luke als Manager ihrer Tochter. Er habe sie massiv unter Druck gesetzt, um Gewicht zu verlieren; Dr. Luke habe geäußert, Kesha sehe aus „wie ein Kühlschrank“. Er bestritt diese Anschuldigungen.
Im Oktober 2014 verklagte Kesha Dr. Luke wegen sexueller Belästigung und Nötigung sowie Vergewaltigung. Dieser reagierte mit einer Gegenklage gegen die Anschuldigungen und führte aus, dass Kesha mit der Klage einen Wechsel des Managements erreichen wolle. Ein Antrag auf Einstweilige Verfügung gegen Dr. Luke wurde am 19. Februar 2016 vom zuständigen Gericht abgewiesen. 2023 erzielten die Sängerin und der Produzent eine außergerichtliche Einigung, deren Inhalte öffentlich nicht bekannt sind.

## Produktionen
Martin und er arbeiten mit Paris Hilton zusammen. Für den Soundtrack von Eragon – Das Vermächtnis der Drachenreiter schrieb er zusammen mit Avril Lavigne den Song Keep Holding On und arbeitete an ihrem Album The Best Damn Thing mit. Zudem war er unter anderem an folgenden Projekten beteiligt:
- Kelly Clarkson: Since U Been Gone – Co-Songwriter/Co-Produzent
- Kelly Clarkson: Behind These Hazel Eyes – Co-Songwriter mit Max Martin und Kelly Clarkson/Co-Produzent mit Max Martin
- Avril Lavigne: Girlfriend – Produziert von Dr. Luke/Co-Songwriter mit Avril Lavigne
- Lady Sovereign: Love Me or Hate Me – Songwriter/Produzent
- Katy Perry: I Kissed a Girl – Co-Songwriter mit Max Martin und Cathy Dennis/Produzent
- Katy Perry: Hot N Cold – Songwriter/Co-Produzent mit Max Martin
- Miranda Cosgrove: Kissin U – Songwriter: Miranda Cosgrove, Dr Luke, Claude Kelly
- Pink: Who Knew – Co-Songwriter/Co-Produzent Max Martin
- Pink: U + Ur Hand – Co-Songwriter/Co-Produzent mit Max Martin
- Paris Hilton: Nothing in This World – Songwriter/Produzent
- The Veronicas: 4ever – Co-Songwriter/Co-Produzent mit Max Martin
- Backstreet Boys: Just Want You To Know – Co-Songwriter/Co-Produzent mit Max Martin
- Miley Cyrus: The Time Of Our Lives – Co-Songwriter/Co-Produzent
- Britney Spears: Circus – Co-Songwriter/Co-Produzent mit Benny Blanco
- Britney Spears: Hold It Against Me – Co-Songwriter/Co-Produzent mit Max Martin
- Kesha: Tik Tok – Produziert von Dr. Luke / Benny Blanco
- Katy Perry: California Gurls – Co-Songwriter/Co-Produzent mit Max Martin und Benny Blanco
- Jessie J: Price Tag – Produziert von Dr. Luke / Jessie J
- Rihanna: You Da One
- Kim Petras: Feed the Beast
- Kim Petras: Problématique